# 3美元金币
3美元金币（英語：three-dollar piece）是由美国铸币局该局首席雕刻师詹姆斯·巴顿·朗埃克设计，1853年2月21日获得授权，于1854至1889年间生产的一种金币。硬币正面刻有头戴美洲原住民公主头饰的自由女神头像，背面的中间是面值和年份，周围有玉米、小麦、棉花和烟草组成的花环。
1851年，联邦国会授权发行银质3美分硬币，以便人们今后在购买3美分邮票时不再需要使用很不得人心的铜质分币。两年后，国会又通过法案授权发行3美元金币。部分来源认为，这种金币是为了方便人们大量购买邮票。朗埃克在设计金币时想了多种办法确保新币和2.5美元金币有显著区别，不但采用的坯饼更薄，而且设计图案也是别具一格。
金币投产后的第一年就出产了超过10万枚，但其流通程度非常有限。虽然美国西岸部分地区不接受纸币，只能使用金币和银币，但东部的情况截然不同，特别是在经济因内战爆发而陷入动荡后，3美元金币基本上在东部的商品交易中难得一见，并且此后再也没有出现过大范围流通。3美元金币于1889年停产，国会在次年中止其发行授权。这种硬币存在多种年份版本，其中许多版本的铸造量都很少，但最为罕见的品种还是旧金山铸币局1870年打造的1870-版，确认存在的仅有一枚。

## 源起
由于联邦政府高估了黄金相对于白银的价格，从19世纪开始，美国的金币通常外流到其他国家。1832年，纽约州联邦参议员坎贝尔·P·怀特希望能找到办法，让这些金币重新在美国市场流通。他提议，将打造银元和鹰金币的金属与面值等价，同时又生产尺寸缩小的金币和银币，其金属价值不及面值，3美元金币便是其中之一。而联邦国会虽然通过《1834年铸币法案》对黄金和白银的兑换比做了调整，却并没有授权铸造3美元金币。
1845年3月3日，国会通过法案授权发行美国第一张邮票，并将本地通信费率定在5美分。此后多年里，一直有批评称这一费率过高，认为这是商业发展的阻碍。为此，国会于1851年3月3日再通过法案授权发行3美分邮票和3美分银币。肯塔基州联邦众议员理查德·亨利·斯坦顿（Richard Henry Stanton）认为，由于银质半角硬币和铜质大美分币都需要更改，新法案的实施可能会受到阻碍，他在写给美国铸币局局长罗伯特·帕特森的信中称，“降低的邮票（资率）取决于3美分硬币在部分州的推行，（而）铜（币）在这些州是不流通的。”据钱币历史学家沃尔特·布林（Walter Breen）记载：“（发行）新3美分硬币的主要目的在于，可以不再需要那又笨重又不得人心，而且通常来说都很脏的铜质分币来购买邮票。”

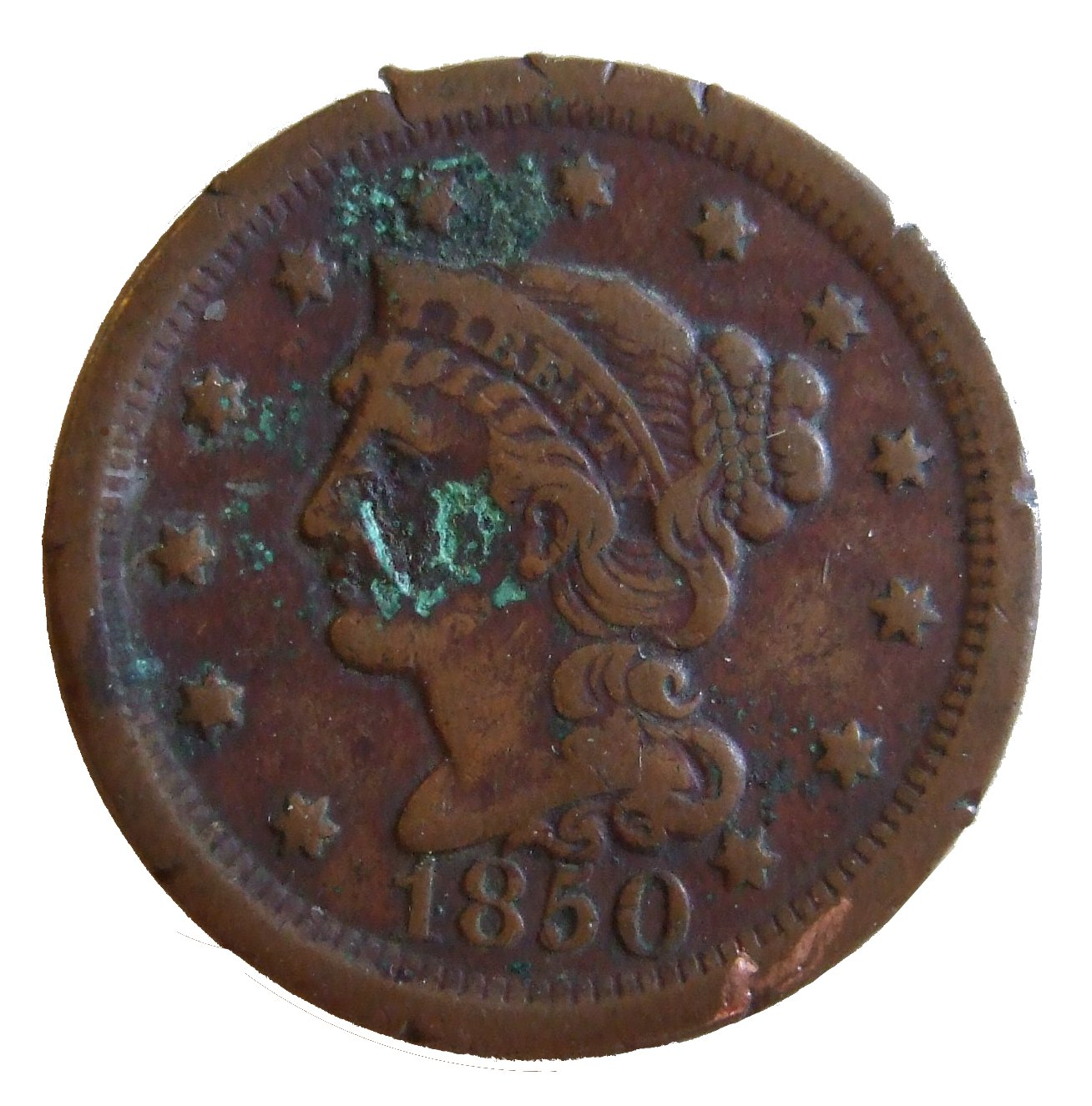
一枚成色欠佳的1850年版大美分硬币

到了1853年，由于美国的白银大量外流，同时又发现了许多黄金（特别是加利福尼亚州），白银相对于黄金的价格变得过高。为了改变这一局面，财政部长托马斯·科温提议，减少大部分银币硬币中贵金属的含量，以期达到减少白银外流的目的。但是，以田纳西州联邦众议员安德鲁·约翰逊为首的多位议员反对这一法案，他们认为国会无权改变金银价格比，并且即便是有这样的权力也不应当行使。不过，法案最终还是得以通过，于1853年2月21日生效成为法律。法案中还授权发行3美元金币，据钱币历史学家唐·塔克西（Don Taxay）记载，这一项目是在黄金利益集团的授意下加入的。
据布林记载，国会认为新币可以让人们方便地购买成袋的3美分物品和邮票，并且不再需要使用铜质大美分硬币。1889年，时任铸币局局长詹姆斯·金博尔（James P. Kimball）写道：“3美元金币应该是作为3美分硬币的倍数来使用，给邮政业务提供方便”。钱币学家沃尔特·海根斯（Walter Hagans）曾于2003年发表有关3美元金币的论文，认为这种金币的发行和邮政毫不相干，“制作3美元金币的真正原因在于，加利福尼亚州发现的黄金供应充足”。钱币经销商兼作家昆汀·戴维·鲍尔斯（Q. David Bowers）指出：“上百年来，钱币学界对3美元面值是否有必要或是值得发行一直存在争议”。

## 准备和设计
如今，有关3美元金币设计工作中的大部分细节都来自铸币局首席雕刻师詹姆斯·巴顿·朗埃克于1858年8月21日写给局长詹姆斯·罗斯·斯诺登（James Ross Snowden）的一封信。从信中的措辞来看，朗埃克之前显然是受到了某些批评，据此作出回应，他在信中表明自己对多种硬币、特别是3美元金币设计的看法。朗埃克指出，自己起初对硬币设计主题拿不定主意，3美元金币是他首次获许自行选择设计方案。朗埃克在斯诺登出任局长前就设计过包括3美分硬币在内的多种钱币，但这些硬币所采用的设计都是由他人决定的。
朗埃克还称，虽然之前的硬币设计大多改自古罗马或希腊艺术风格，但对3美元金币，他一心要创造出某种真正的美国艺术风格：
我们何必要从那些无论时代或距离都很遥远的人们身上去追寻某种类型的例证或是国家的象征，来表明我们面对罗马的美德和希腊的科学时也不遑多让，我们完全可以从自己土地上的原住民时期里找到所需的一切，（它们）看起来是那么独特和有趣，而且比那些依然带有旧大陆文明烙印的东西更加奇特。为什么不从我们自己的领域寻找美国的泉源呢？……从苏必利尔湖的铜岸到波托西的银山，从欧及布威人到阿劳坎人，就像头巾是亚洲原始民族的特点一样，羽毛头饰也是我们半球原始民族的特色。
早在16世纪时，美洲原住民女性（印第安公主）就曾是美洲的象征，制图师在绘制北美大陆地图时往往会加上一位原住民女性，她的头上还经常戴有羽毛头饰。这一形象先后演变成印第安女王和印第安公主，虽然最终成为美国代表女性形象的是哥伦比亚，但印第安公主的形象还是通过宝嘉康蒂和萨卡加维亚在通俗文化和观念中保留了下来。
部分来源认为，朗埃克可能是根据他的女儿莎拉（Sarah）创作了3美元金币和印第安人头像1美分硬币上的自由女神形象，但是，并非只有这两种硬币上的自由女神形象接近，第1类1美元金币、双鹰金币和3美分镍币上的自由女神也几乎是一模一样。为了便于区分新币和2.5美元金币，朗埃克选用的坯饼要么是空白表面，要么更薄，从而增大硬币的直径。他还把1美元金币的坯饼压扁，令其变大后使用，上面同样采用印第安公主设计。3美元金币的背面设计源自朗埃克的“农产品花环”，由玉米、烟草、棉花和小麦组成，朗埃克设计的1美元金币、飞鹰1美分硬币，以及坐姿自由女神角币和半角硬币都采用了这样的设计，其中融合了当时剑拔弩张的北方和南部的常见农作物。钱币学家沃尔特·海根斯认为，背面的花环“就和正面的印第安少女一样，是美国所独有的”。
艺术史学家科尼利厄斯·弗缪尔（Cornelius Vermeule）表示，朗埃克职业生涯中自由发挥想象力的时刻不多，但他为自由女神渲染的花哨头饰便是其中之一。羽毛做成的帽子、代表自由的头巾，以及有若繁星点点的冠冕，都是脱俗而充满喜乐的。不过，弗缪尔对3美元金币的正面人物形象不以为然：“金币上的公主就像19世纪50年代纸币雕刻师（创作）的优雅版民间艺术。这些羽毛看起来与其说是来自西部边疆，倒不如说更像是威尔士亲王的王冠，（上面的人物）或许是某个音乐厅的漂亮歌女。”
国会授权发行3美元金币时，联邦政府行政部门还是由米勒德·菲尔莫尔为首的辉格党人领导，但菲尔莫尔只过了两周便由民主党人富兰克林·皮尔斯取代，托马斯·佩蒂特（Thomas M. Pettit）也继任了乔治·埃克特（George N. Eckert）的铸币局局长职位。朗埃克向佩蒂特递交了两份设计方案，新任局长在1853年5月31日去世前选择了其中一份，浮雕模具很快便制作出来。朗埃克制作的模具两面都没有刻字，因为将之前尺寸偏大的图案和数字模具缩小后便可以在新币铸造时采用，这样同样的模具就可以在不同面额下反复使用。国会之前通过的法案中不但授权发行3美元金币，还有授权发行重量减小的银币，朗埃克忙于设计这种银币，所以直到1854年才开始制作金币模具。

## 生产
1854年4月28日，铸币局局长斯诺登将15枚精制3美元金币送交财政部长詹姆斯·格思里，这也是铸币局最早生产的3美元金币，很可能是用来送给国会议员。接下来费城铸币局开始正式投产，生产规模创下3美元面额硬币的最高纪录。首席铸币员富兰克林·皮尔于5月8日交货2万2140枚，4天后又交货2万9181枚。但在6月8日后，皮尔只在11月10日交付过最后一批3美元金币，数量为2万2740枚，总铸币量13万8618枚。除费城铸币局外，新奥尔良铸币局也在这年生产了2万4000枚（1854-版），达洛尼加铸币局1120枚（1854-版）。6月1日，一对铸币金属模具从费城发往夏洛特铸币局，但并没有动用。这天费城还将另一对金属模具发往达洛尼加，于6月10日送达，包括仪表在内的其他必要设备于7月15日抵达。达洛尼加铸币局于8月开始生产3美元金币，这种1854-版金币如今已非常罕见，因为拥有不同铸造标志的硬币还要再过几十年才会做为不同的品种分开收藏。1855、1856、1859和1861年都有模具从费城运往新奥尔良，但都没有使用过，此后南方的3家铸币分局都没有打造过3美元金币。

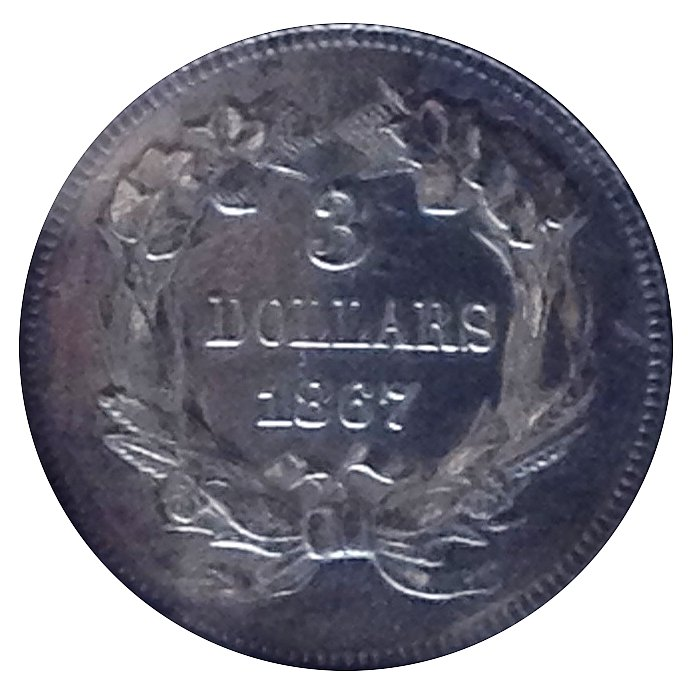
1867年版3美元金币的异质币，采用的材质为银

从1855年开始，受公众不满的影响，3美元金币上所刻的“DOLLARS”（“美元”）字样予以放大。同年金币在旧金山铸币局投产，生产了6600枚，费城铸币局这年则生产有5万零555枚。接下来5年里，费城铸币局的3美元金币产量下滑，1860年时已跌至7036枚。旧金山铸币局在1856、1857和1860年都有生产3美元金币。1859年，早期钱币学作家蒙特维尔·迪克森（Montroville W. Dickeson）在文章中记载：3美元金币“非常不得人心，很容易和2.5美元鹰金币搞混，还经常被人误以为是5美元金币。对于那些视力不便、需要他人帮助的家庭来说，这可谓不胜其烦，我们认为，公众都会希望将其退出市场”。当时收藏3美元金币的钱币学家约有10余人，他们还曾向铸币局订购精制币。随着飞鹰1美分硬币在1857年开始发行，钱币收藏成为更加大众化的兴趣爱好，铸币局官员为此生产了更多的精制币，所以这些硬币的获取也不再像之前那么困难。
3美元金币在东部和中西部流通到至少1861年，接下来美国经济因南北战争陷入泥潭，商品交易中不见了黄金和白银的踪影。由于黄金受到囤积，银行、财政部从1861年12月开始先后停止以面值向外支付黄金。3美元金币从此再也没有回归美国东部的市场流通。美国西岸仍在使用黄金和白银，商品交易中也偶尔能够看到3美元金币的身影，其中又以旧金山铸币局发行版本最为常见。虽然3美元金币没能大批进入流通，但在铸币局局长詹姆斯·波洛克（James Pollock）的授意下，费城铸币局还是每年都继续生产，因为他认为所有面额的硬币无论是否流通都应当每年生产。费城出产的部分金币通过商品交易辗转向西部进发，因为西岸地区只接受黄金和白银。1878年底，硬币支付功能全面恢复，在此以前，人们只能通过支付高价从费城铸币局购买金币，未经售出的则留做库存。

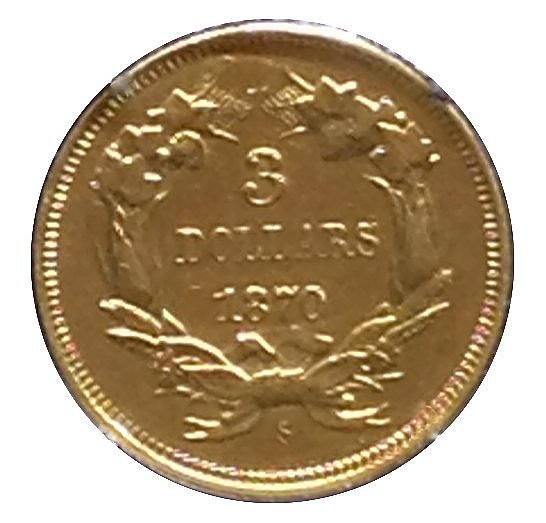
1870-S版3美元金币

1870年，位于费城铸币局的雕刻部将一套3美元金币金属模具送往旧金山。1870年5月14日，旧金山铸币局局长奥斯卡·休·拉格兰奇（Oscar Hugh La Grange）给波洛克发去电报，告知对方已收到1美元和3美元金币的模具，但其上没有该局生产硬币时通常会有的铸造标志，要求给予进一步指示。模具接下来依波洛克的指示送回费城，但拉格兰奇又告知波洛克，铸币员··哈姆斯特德（J.B. Harmistead）已经在硬币背面模具上刻上了，以求能打造出一枚3美元金币，与旧金山铸币局新大楼的基石放在一起。如今，这枚与基石放在一起的硬币实际情况如何已不可考，但哈姆斯特德还多打造了一枚自行留存，这枚金币的存在直到1907年才开始为人所知，其间还一度嵌在珠宝之中。截至2014年，所有常规发行、刻有年份和铸造标记的美国硬币中，只有这枚3美元金币是独一无二的，1982年，这枚金币以68万7500美元价格售出，这也是它最后一次现身钱币市场。如今，这枚硬币存放在科罗拉多斯普林斯的美国钱币学会钱币博物馆，属小哈利··巴斯（Harry W. Bass, Jr.）的收藏品中的一部分。旧金山铸币局在1870年里没有铸造过其它3美元金币，费城铸币局在1861至1873年间的大部分年份里都有将金属模具送往旧金山，其中只有1870年的模具没有动用。
1873年1月18日，费城铸币局首席铸币员阿奇博尔德·劳登·斯诺登（Archibald Loudon Snowden）指出，铸币局生产的多种硬币年份上的数字“3”都和“8”过于相近，这种情况在那些尺寸较小的硬币上尤其明显。波洛克因此下令威廉·巴伯（William Barber）重刻年份数字，将包括3美元金币在内的大部分面额硬币上的“3”略作调整，把上、下两个圆弧的弧度加大。调整后的硬币人称“ 3”（意为“开放3”）品种，之前的则是“ 3”（意为“闭合3”）；这两个品种都非常罕见，不过正式纪录中所说的25枚还是存在低估，因为已知存在的也不止这个数。1875和1876年，铸币局没有生产流通用的3美元金币，但有为收藏家打造精制币。根据正式纪录，铸币局在1875年生产了20枚精制3美元金币，1876年则有45枚，但由于之后出现将多个年份版本非法重铸的情况，因此相应版本的确切数量已无法确定。钱币学作家··朱利安（R.W. Julian）推测，并没有什么非法重铸的版本存在，但由于精制币是要在售出后才计数，所以工作人员可能会将没有卖出的硬币熔化后再铸造成最新年份的版本。这些精制币之后与其它所有精制金币一起作为套装向公众销售，定价43美元，比面值高1.5美元。朱利安还指出，铸币局预期硬币支付功能全面恢复后，3美元金币会恢复到往日的市场需求，为此该机构生产了相当多的金币，其中1874年约4万2000枚，1878年则有约8万2000枚，但到1878年底硬币支付功能真正恢复时，公众对3美元金币显然不感兴趣，铸币局于是只能把大部分都留做库存，等待慢慢消化。

## 尾声和停产
虽然硬币支付功能已于1878年底全面恢复，并且黄金也在19世纪80年代重返美国市场流通，但是铸币局打造的3美元金币还是非常少。其间虽然出现小规模投机热潮，让公众开始收集这种金币，但费城铸币局还是有数千枚库存。银行有将少量金币做小幅提价后出售，其中部分是从铸币局购买，还有些则是来自交易所经济人。3美元金币的主要用途是作为礼品或打造珠宝首饰。1870年后，只有费城铸币局还在生产这种金币，早期钱币学家··查普曼（S.H. Chapman）指出，1879至1889年间发行的许多晚期3美元金币都在费城铸币局重新熔毁。铸币局在金币的发售方面显然有对费城的部分交易商青眼相看，但任何人都可以在费城铸币局的销售窗口以面值买下3美元金币。1879年版流通用3美元金币一共生产了3000枚，1880年降至1000枚，1881年则只有500枚，这其中有相当一部分被早期钱币收藏家托马斯··艾尔德（Thomas L. Elder）买下囤积起来，为此他直接要求银行出纳员帮自己留意收集这些硬币。艾尔德在这些硬币发行时年纪尚幼，所以无法直接从铸币局购买，他是从1887年才开始收藏钱币。

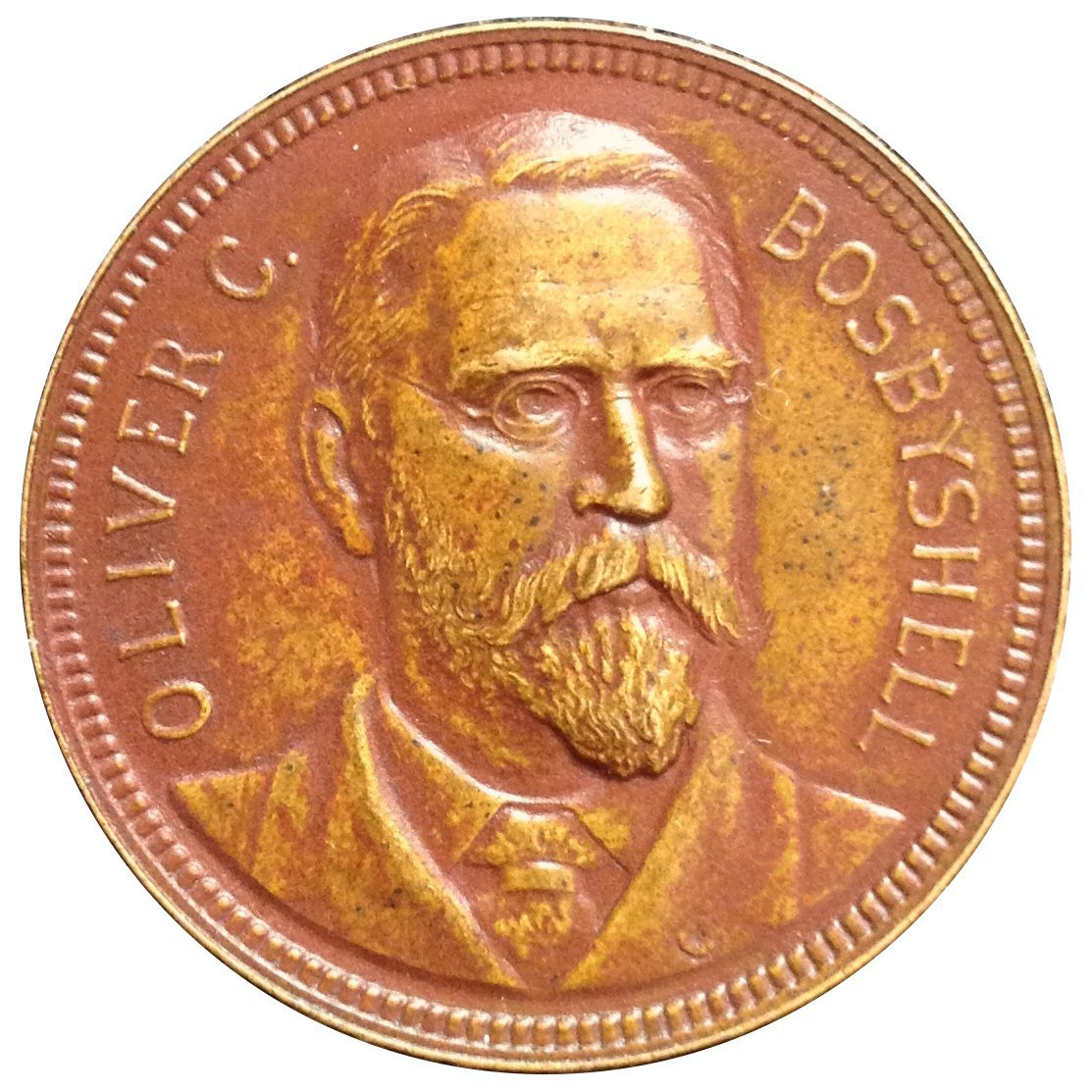
乔治·T·摩根制作的这枚奖章上所刻的是费城铸币局局长奥利弗·波斯比谢尔，在他担任首席铸币员期间，包括3美元金币在内的各种图案硬币、再发行币，以及使用不同金属铸造的同形币和异质币得以面世。

19世纪80年代，3美元金币的收藏需求上扬，费城铸币局的一些工作人员为此通过非法打造刻有早期年份的硬币中饱私囊，这些年份包括1873、1875和1876。对此鲍尔斯认为，曾于1876年至1885年间担任该局首席铸币员的奥利弗·波斯比谢尔对这些违规事项难辞其疚。在此期间，各种图案币、再发行币，以及使用不同金属铸造的同形币和异质币流入人脉广泛的收藏家和交易商手中，波斯比谢尔本人离职后不久也售出了这些种类硬币的大量私人收藏。1889至1894年间，波斯比谢尔重返费城铸币局担任局长，但从记载来看，他上任后没有再故伎重演。
1887年，3美元金币的铸造量出现反弹，达到6000枚，这主要是因为美国当时出现了一种席卷全国的风潮，男子会将硬币的一面磨平后刻上女友的姓名缩写，再作为礼物送给对方，许多富家子弟在追求异性时都会使用金币。1888年，铸币局生产的精制币数量比往年要多，这主要是因为铸币局有意丰富自家钱币收藏，准备用3美元金币与收藏家交换其他硬币。根据官方文件记录，1888年版精制币的铸造量有200枚，是数量最多的精制3美元金币。
1889年，铸币局局长詹姆斯·金博尔致信联邦众议院铸币和度量衡委员会，建议废除3美元金币。金博尔在信中称，这种面值如今已没有实际用途，生产出来只能用于收藏。由于硬币不得人心，在商品流通中也不受待见，费城铸币局库存的3美元金币总价值仍然在15万3000美元以上。1889年后，铸币局没有再生产1美元和3美元金币，国会于1890年9月26日通过法案将之废除。
19世纪90年代，费城铸币局熔毁了4万9087枚过时的3美元金币。虽然没有正式文献记载各年份版本的数量，但鲍尔斯认为，这些金币中大部分是1874或1878年版本（这两年的发行量也相对较高），或是最后几年生产的版本。19世纪90年代期间，交易所经销商在销售3美元金币时通常会加价25或50美分。20世纪20年代，其它金币都是直接按面值出售，但3美元金币仍然可以提价。根据理查德·约曼（Richard S. Yeoman）2014年版的《美国钱币指南手册》（A Guide Book of United States Coins），成色在谢尔顿硬币分级标准中属最低收藏级“-20”或（意为“很好”）的1854年版3美元硬币价格最低，为825美元。2011年，1枚1855-版精制币经拍卖以132万2500美元高价成交，创下3美元金币成交价格的新纪录。
1934年，铸币局局长内莉·泰洛·罗斯在年度报告中记载，3美元金币的总铸造量为53万9792枚，其中费城生产了45万2572枚，旧金山打造了6万2350枚（不包括1870-版），新奥尔良出产了2万4000枚，达洛尼加铸造了1120枚。布林认为，3美元金币“是一项有趣但却胎死腹中实验的代表性文物，如今，他们已是最令人垂涎的美国金币之一”。纽约钱币经销商诺曼·斯塔克曾于20世纪50年代表示：“（它们）都很罕见。这个世界上不存在什么‘常见的’3美元金币”。